# Lente (Fluss)
Der Lente ist ein Fluss mit 20 km Länge in Provinz Grosseto, Region Toskana, Italien.

## Verlauf
Der Lente entspringt ca. 5 km östlich von Sorano und nördlich des Ortsteils San Quirico nahe der etruskischen Felsensiedlung Vitozza. Er fließt dann westlich nach Sorano, wo er unterhalb des Ortes erstmals mit den Vie Cave, ein von den Etrusker in den Tuffstein geschnittenes Verkehrsnetz, in Berührung kommt. Von Sorano fließt der Lente nun südwestlich nach Pitigliano, wo Teile seines Nebenbachs Procchio in das von Gian Francesco Orsini in Auftrag gegebene und von 1543 bis 1545 von Antonio Sangallo errichtete Aquädukt Acquedotto Mediceo umgeleitet wurden, um die Wasserversorgung der Stadt zu sichern. Danach trifft der Lente auf den Wasserfall Cascata del Londini und dann auf seinen linken Nebenfluss Meleta. Weiter südwestlich und noch im Gemeindegebiet von Pitigliano endet der Lauf des Flusses mit der Mündung in den Fiora.

## Naturparks am Fluss
- Biotopo del Fiume Lente: Naturpark am oberen Flusslauf von der Quelle bis Sorano (ca. 3 km Länge)[4]
- Parco Archeologico Città del Tufo, auch Area del Tufo oder Area dei Tufi genannt, 1998 entstandener Naturpark in Sorano und seinen Ortsteilen[5]

## Bilder

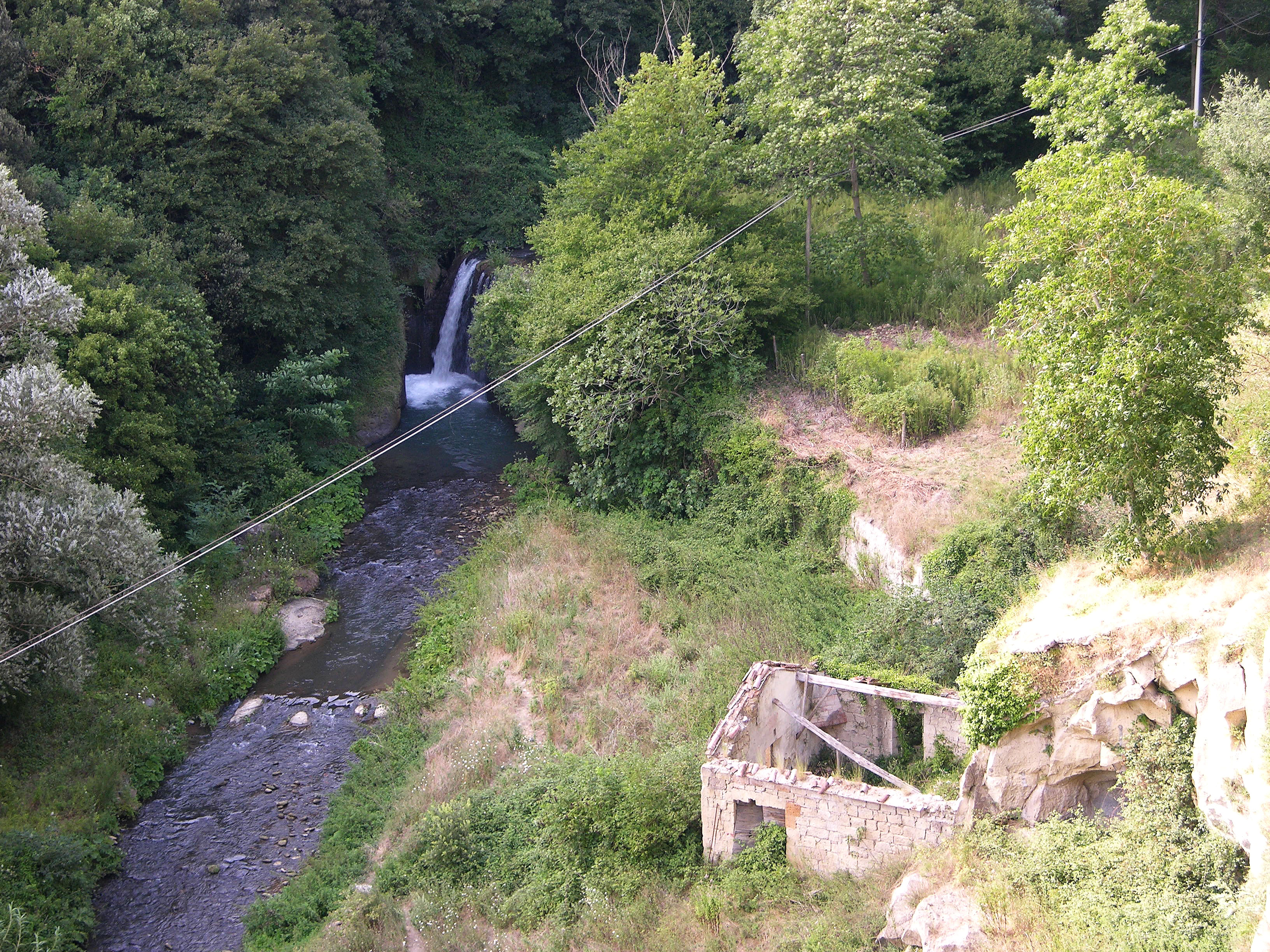
Wasserfall Cascata del Vecchio Mulino in Sorano
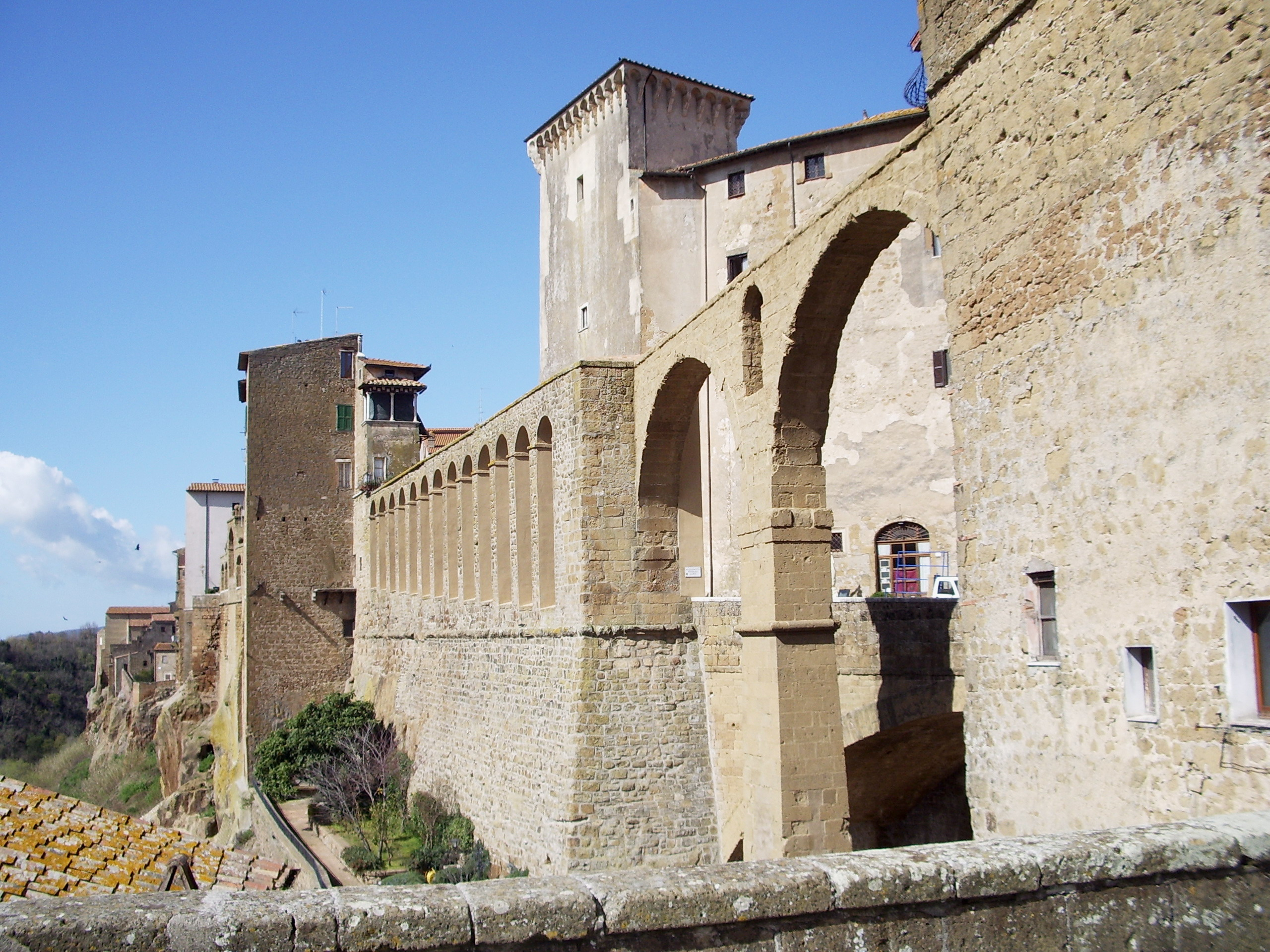
Das Acquedotto Mediceo in Pitigliano
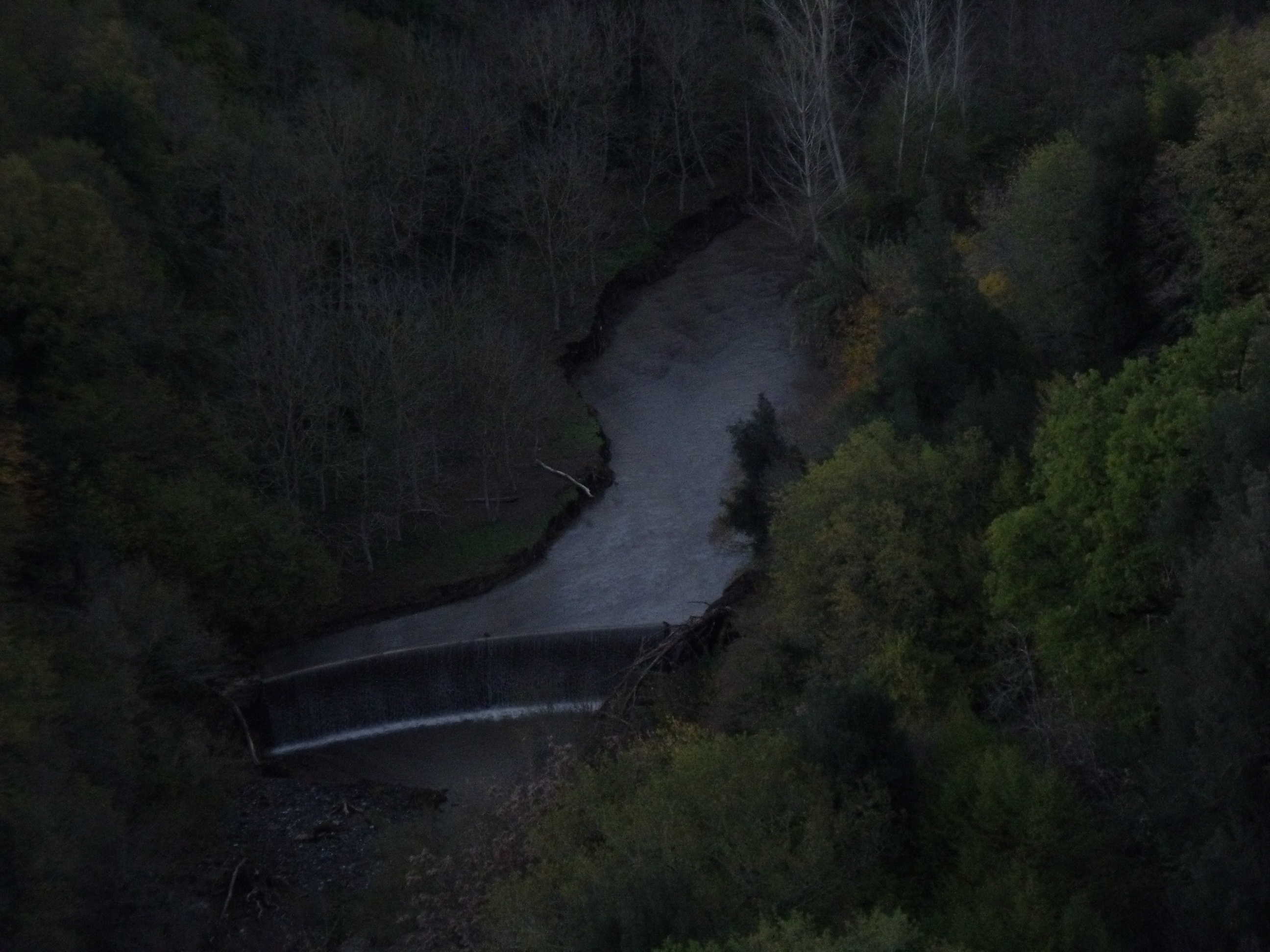
Wasserfall Cascata del Londini in Pitigliano